# NGC 6544
NGC 6544 là tên của một cụm sao cầu có kích thước nhỏ nằm trong chòm sao Nhân Mã. Cấp sao của nó là 7,5, đường kính của nó là 1'. Nó nằm ở phía chưa đầy 1 độ của cung tròn về hướng đông nam của tinh vân Lagoon, hay Messier 8. NGC 6544 được quan sát lần đầu tiên vào năm 1784 bởi nhà thiên văn học người Anh gốc Đức William Herschel bằng một gương phản xạ có kích thước 18,4 inch. Ông mô tả là nó sáng mờ và lớn, tròn và có thể nhìn thấy từng ngôi sao. Trong danh mục thiên thể NGC cũng có mô tả ngắn như vậy.

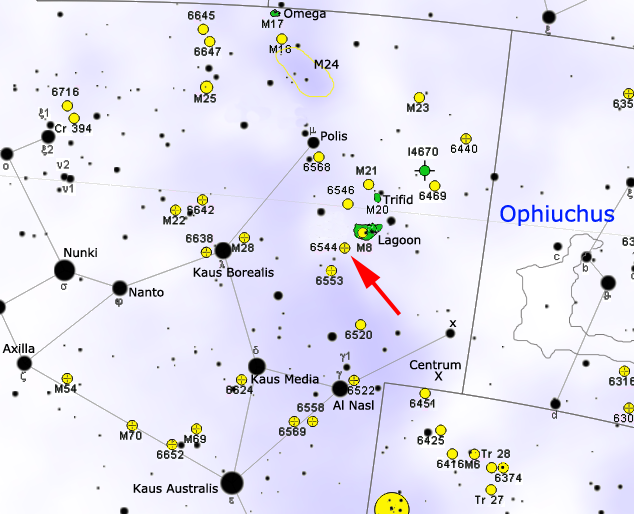
Vị trí NGC 6544

Với một ống nhòm có kích thước 10x50 mm, nó xuất hiện như một ngôi sao sáng mờ nhạt còn với kính viễn vọng 120 mm với độ phóng to 100x, ta có thể nhìn thấy những ngôi sao nhỏ của no như chỉ là một phần mà thôi. Còn với kính thiên văn từ 200 mm với độ phóng đại lớn hơn 100x có thể cho ta thấy hàng tá những ngôi sao mờ nhạt.
Cụm sao cầu này thì có mật độ sao dày đặc một cách vừa phải (trên thang điểm 12 thì nó sẽ là 5). Khoảng cách của nó với mặt trời là khoảng 2900 parsec (tương đương năm ánh sáng) tương ứng với khoảng cách của nó với tâm Ngân Hà là 6100 parsec và chỉ cách mặt phẳng Ngân Hà 100 parsec. Do đó là mà một trong những cụm sao cầu gần với mặt phẳng Ngân Hà nhất từng được biết đến.

## Dữ liệu hiện tại
Theo như quan sát, đây là thiên hà nằm trong chòm sao Xử Nữ và dưới đây là một số dữ liệu khác:
Xích kinh 18h 07m 21s
Độ nghiêng −24° 59′ 50″
Cấp sao biểu kiến 9
Kích thước biểu kiến 1'